# Чиршкас-Мурати
Чиршка́с-Мура́ти (рос. Чиршкас-Мураты, чув. Чăрăшкас Мăрат) — присілок у складі Вурнарського району Чувашії, Росія. 
Входить до складу Великоторханського сільського поселення.
Населення — 242 особи (2010; 348 у 2002).
Національний склад:
- чуваші — 99 %